# 三島村 (徳島県)
三島村（みしまそん）は、徳島県美馬郡にあった村。現在の美馬市穴吹町三島にあたる。

## 地理
- 山岳 ： 三ツ頭山、高丸
- 河川 ： 吉野川

## 歴史
- 1889年（明治22年）10月1日 - 町村制の施行により、舞中島村・三谷村・小島村の区域をもって発足。
- 1955年（昭和30年）3月31日 - 穴吹町・口山村・古宮村と合併し、改めて穴吹町が発足。同日三島村廃止。

## 交通

### 鉄道路線
- 日本国有鉄道
  - 徳島本線（現・徳島線）
    - 小島駅

### 道路
- 国道192号